# A děti půjdou v čele
A děti půjdou v čele (v anglickém originále And the Children Shall Lead) je čtvrtý díl třetí řady seriálu Star Trek. Premiéra epizody v USA proběhla 11. října 1968, v České republice 2. května 2003.

## Příběh
Hvězdného data 5029.5 hvězdná loď USS Enterprise NCC-1701 vedená kapitánem Jamesem Kirkem zachytává nouzový signál a doráží na orbitu planety Triacus. Zde výsadek nachází mrtvé kolonisty Federace. Vše nasvědčuje tomu, že šlo o hromadnou sebevraždu. Výsadek dále objevuje také skupinku dětí, které si bezstarostně hrají, jako by úplně ignorovaly okolní skutečnost.
Již na planetě kapitán pociťuje zvláštní pocit úzkosti a trikordér pana Spocka zaznamenává neznámé údaje, ale při ohledání místa nic nenachází. Berou skupinku dětí na palubu Enterprise s cílem odvézt je na nejbližší základnu Federace. Později, když jsou děti ve svém pokoji, se jim zjevuje neznámá postava oblečena v róbě. Muž s nimi mluví o plánu získání Enterprise a o nutnosti dostat se na planetu Marcus XII, ačkoliv je Kirk bude chtít vzít právě k nejbližší základně. Dr. McCoy je přesvědčen, že děti utrpěly šok ze smrti rodičů, a proto nenesou známky žádných typických emocí. Nejstarší chlapec přichází na můstek a kapitán mu tam dovolí zůstat. Zvláštním pohybem ruky, jako by bodal pomyslným nožem, přinutí kormidelníky Sulu a Čechova k nabrání kurzu na požadovaný cíl, ale také jim vetkne představu, že na monitoru je stále planeta Triacus. Když Kirk vysílá dva muže na povrch planety, transportuje je do prázdného vesmíru. Když kapitán přiběhne na můstek, děti zrovna vyvolají postavu, která je znovu nabádá k ovládnutí lodi a dostání se na Marcus XII. Děti postupně ovládnou všechny členy posádky na můstku. Uniknout se daří jenom Kirkovi a Spockovi. Kirk je rovněž zasažen zvláštní silou, která mu vsugerovává úzkost a strach, ale dokáže je překonat. Postupně zjišťují, že všechny sekce lodi jsou ovládány dětmi a zmanipulovanými členy posádky. Kirk se posléze vrací na můstek, kde přemlouvá děti, aby znovu vyvolali Gorgana, onu světélkující postavu. Děti protestují, že jej teď nepotřebují a vyvolají ho teprve na Marcusu XII, kde chce ovládanout miliony dalších. Kirk nechá pana Spocka pustit říkanku, kterou děti vyvolávají Gorgana a ten se záhy zjeví. Oznamuje mu, že opět řídí loď a když Gorgan protestuje, prosí pana Spocka, aby pustil dětem připravené záběry. Na monitoru se nejprve objevují děti hrající si ještě se svými rodiči, ale posléze také hroby rodičů. Gorgan se opakovanými sliby a příkazy snaží děti získat zpět na svou stranu, ale nedaří se mu to a bez víry dětí se nadobro rozplývá.
Na můstek přichází Dr. McCoy, který je rád, že děti konečně projevují své city pláčem. Pan Sulu hlásí, že Marcus XII je na dosah a kapitán dává rozkaz k obrácení lodi a nabrání kurzu na hvězdnou základnu IV.